# Перелыгин, Пётр Андрианович
Пётр Андрианович Перелыгин (1802—1840) — русский лесовод.

## Биография
Родился в семье чиновника. Окончил в 1817 году Псковскую гимназию и поступил в Главный педагогический институт, вскоре переименованный в Санкт-Петербургский университет, в котором он и окончил в 1823 году естественное отделение физических и математических наук со званием старшего учителя.
Первоначально поступил на службу в Воспитательный дом. В 1825 году был принят в петербургский Лесной институт (на место адъюнкт-профессора Кастальского) преподавателем лесной технологии, разведения и сбережения лесов; с 1826 года он читал лесоводство, лесную технологию, дирекцию и таксацию. Не оставляя преподавания, с 1829 года он был запасным учёным лесничим при департаменте государственных имуществ.
В 1839 году по болезни вышел в отставку и умер в 1840 году.

## Сочинения
Из его сочинений наибольшее значение имело «Начертание правил лесоводства» (СПб., 1831), составленное по лучшим в то время немецким руководствам; этот труд стал первым опытом систематического руководства по лесоводству на русском языке; Перелыгину пришлось по необходимости создать для перевода немецких технических выражений целый ряд терминов на русском языке, большая часть которых была принята в русской лесоводческой литературе.
П. А. Перелыгину принадлежит также ряд статей, напечатанных в «Лесном журнале», в их числе: «Об охранении леса от вреда, причиняемого домашним скотом» (1833); «О влияние лесов на органическую и неорганическую природу» (1833); «План составления статистико-географического описания лесов» (1834); «О древесных породах, растущих на Швейцарских горах»(1835); «О лесоботанических системах» (1836); «Лесоботаническое описание главнейших сорных в лесах растений» (1837); «О пользе тайнобрачных» (1838); «Сороковой бор» (1838); «Замечания о некоторых дачах в западной части Олонецкой губернии» (1839); «Об уродливостях в сосновых деревьях» (1840) и др. Перелыгин был автором первого учебника «Лесоохранение или правила сбережения растущих лесов» (1835). Кроме того, он был постоянным автором и лектором Вольного экономического общества. В работе «Об осмотрении лесов Санкт-Петербургской губернии» (1839) он научно обосновал основные положения лесоустройства.